# Solange Lefebvre
 (septembre 2019).
Si vous disposez d'ouvrages ou d'articles de référence ou si vous connaissez des sites web de qualité traitant du thème abordé ici, merci de compléter l'article en donnant les références utiles à sa vérifiabilité et en les liant à la section « Notes et références ».
Pour les articles homonymes, voir Lefebvre.
Solange Lefebvre est diplômée en musique (interprétation piano), en théologie (doctorat) et en anthropologie sociale (maîtrise). Elle enseigne à l'Institut d'études religieuses l'Université de Montréal, où elle est titulaire d'une chaire de recherche sur la diversité culturelle et religieuse (dont le nom était avant 2017, Chaire relig« ion, culture et société »). Elle fonda le Centre d’études des religions (CERUM) de l’Université de Montréal, qu’elle dirigea jusqu’en décembre 2008. Celui-ci fait place à un nouveau centre qu'elle met sur pied en 2019. Elle est membre de la Société royale du Canada depuis 2011, première femme francophone en études religieuses à y être admise. Sa chaire de recherche est consacrée à l’étude de la religion dans la sphère publique. À ce titre, elle fut invitée à joindre la table des experts autour de la commission sur les accommodements (dite « Bouchard-Taylor »), en 2007-2008.
Théologienne et anthropologue réputée ainsi que personnalité médiatique de premier plan dans son pays en raison de son expertise sur les questions de l’actualité religieuse, Solange Lefebvre a innové dans son domaine par sa prise en compte des méthodes en sciences sociales, qui l’a amenée à publier des ouvrages novateurs sur le concept de sécularité, les rapports de générations, les jeunes et leur spiritualité, le catholicisme et la religion dans la sphère publique. Solange Lefebvre s’est donc illustrée à travers ses études sur la sécularisation et la laïcité, la sécularité chrétienne, les nouveaux défis que pose la diversité religieuse aux États, ainsi que sur les jeunes et les rapports de générations. 
Elle a publié plusieurs dizaines d’articles scientifiques et plus de 75 chapitres de livres. Membre du comité de rédaction de la revue Concilium, publiée en six langues, jusqu'en 2016, elle en a codirigé plusieurs numéros, notamment Young Catholics Reshaping the Church (2015), Water Marks Our Lives (2012), Atheists of what God (2010), Migration in a Global World (2008). Elle a aussi contribué à l’élaboration d’un manuel scolaire approuvé par le Ministère de l’éducation, pour appuyer l’enseignement du programme québécois d’éthique et culture religieuse, implanté en 2008,Tête-à-tête, 1er cycle (Éditions Grand Duc, 2009).
Elle a dirigé plus de 30 projets de recherche subventionnés. Parmi ses récentes recherches, elle a dirigé l'Action concertée « Médias et radicalisation menant à la violence » (FRQSC 2017-2021), dont on trouve le rapport et la visioconférence finales ici ; et « Spiritualité et établissements carcéraux du Québec » (2017-2021). Son projet international « Diversité culturelle et religieuse dans quatre contextes nationaux » a donné lieu à la parution de trois livres par l'équipe, deux en anglais, respectivement en 2017 et en 2018, et l'autre en français.
Parmi ses autres publications, signalons les collectifs Catholicisme et cultures. Regards croisés Québec-France (PUR et PUL, 2015), Religion in the Public Sphere;  Canadian Case Studies (University of Toronto Press,  2014), Le programme d’éthique et culture religieuse ; De l’exigeante conciliation entre le soi, l’autre  et le nous (Presses de l’Université Laval,  2012), Les religions sur la scène mondiale (PUL, 2010) Le Patrimoine religieux du Québec ; Éducation et transmission du sens (PUL, 2009).
Elle collabore fréquemment avec les médias. Elle a été notamment chroniqueuse hebdomadaire (Éthique et Religions) au journal canadien national Le Devoir, entre 1997 et 2000. Elle a été commentatrice pour CTV lors du conclave du printemps 2013, à Rome à RDI lors de la mort du pape Jean-Paul II, et formatrice de journalistes de Radio-Canada, à Toronto, dans le cadre des Journées Mondiales de la Jeunesse en 2002. Elle compte plus de 200 entrevues pour les journaux, émissions de radios et de télévision canadiens et étrangers.

## Autres ouvrages publiés
- Esther Cloutier, Solange Lefebvre, Élise Ledoux, Céline Chatigny et Yves St-Jacques, Enjeux de santé et de sécurité au travail dans la transmission des savoirs professionnels, Études et recherches, IRSST, octobre 2002, 205 p., R – 316[17]
- Sécularité et instituts séculiers. Bilan et perspectives, Montréal, Médiapaul, 1989, 119 p.[18]
- S. Lefebvre (dir.), Raisons d’être. Le sens à l’épreuve de la science et de la religion, Montréal, Presses de l’Université de Montréal, 2008, 179 p.[19]
- S. Lefebvre (dir.), La religion dans la sphère publique, Montréal, Presses de l’Université de Montréal, 2005, 404 p.[20]
- Gérard Boismenu (dir.), Michel Brûlé, S. Lefebvre, Claude Lessard et Pierre Noreau, Ruptures et continuité de la société québécoise. Trajectoires de Claude Ryan, Faculté des études supérieures, Université de Montréal, 2005,, 212 p.[21]
- S. Lefebvre (dir.), Religion et identités dans l’école québécoise, Montréal, Fides, 2000,, 189 p.[22]
- S. Lefebvre (dir.) et J. Grand'Maison, La part des aînés, Montréal, Fides, 1994, 385 p.[23] ; traduit en anglais sous le titre Sharing the Blessings[24]
- S. Lefebvre (dir.) et J. Grand’Maison, Une génération bouc émissaire. Enquête sur les baby-boomers, Montréal, Fides, 429 p.[25]